# Asawari Joshi
Asawari Genia Joshi, nota semplicemente come Asawari Joshi (Kerala, 6 ottobre 1972), è un'attrice indiana.
Ha recitato in molti film in marathi; è nota a Bollywood per l'interpretazione di Lovely Kapoor in Om Shanti Om, a fianco di Shah Rukh Khan.